# 나가정 (와카야마현)
나가정(那賀町)은 와카야마현 나가군에 설치되었던 정이다. 에도 시대에 활약한 외과의사 하나오카 세이슈의 탄생지로 알려졌다
2005년 11월 7일, 고카와정, 우치타정, 모모야마정, 기시가와정과 합병해 기노카와시가 되었다. 

## 역사
- 1955년 7월 1일 - 가미나테촌, 가리주쿠촌, 아우쓰촌, 나테촌 및 오지촌의 일부를 합병해 성립하였다.
- 2005년 11월 7일 - 고카와정, 우치타정, 모모야마정, 기시가와정과 합병해 기노카와시가 성립하였다. 동일 나가정은 폐지되었다.

## 교통

### 철도
- 서일본 여객철도
  - 와카야마 선

### 국도
- 국도 제24호선
- 국도 제480호선